# Mister Terrific
Michael Holt és un personatge fictici, un superheroi que apareix en els còmics estatunidencs publicats per DC Comics. Ell és el segon personatge a assumir el mantell Mister Terrific.
Va aparèixer per primera vegada en L'Espectre Vol. 3 #54 (juny de 1997), i va ser creat per John Ostrander i Tom Mandrake, al seu torn, va tenir la seva pròpia sèrie que va durar 8 números en sent part de l'esdeveniment que va rellançar les historietes de DC Comics, denominat Els Nous 52, el qual va ser publicat com Mister Terrific Vol.1 #1 (entre setembre de 2011 a abril de 2012).